# Ballingslöv
Ballingslöv è un'area urbana della Svezia situata nel comune di Hässleholm, contea di Scania.
La popolazione risultante dal censimento 2017 era di 346 abitanti .